# Hoa Sơn (thị trấn)
Hoa Sơn là một thị trấn thuộc huyện Lập Thạch, tỉnh Vĩnh Phúc, Việt Nam.

## Địa lý
Thị trấn Hoa Sơn nằm ở phía đông huyên Lập Thạch, có vị trí địa lý: 
- Phía đông giáp xã Thái Hòa và huyện Tam Dương
- Phía tây giáp xã Liễn Sơn
- Phía nam giáp xã Liên Hòa
- Phía bắc giáp xã Thái Hòa và xã Liễn Sơn.

Thị trấn Hoa Sơn có diện tích 4,85 km², dân số năm 2008 là 6.930 người, mật độ dân số đạt 1.428 người/km².
Trung tâm thị trấn nằm tại phố Miễu, giáp sông Phó Đáy.

## Lịch sử
Thị trấn Hoa Sơn được thành lập vào ngày 4 tháng 4 năm 2008 trên cơ sở điều chỉnh 481,57 ha diện tích tự nhiên và 6.730 người của Liễn Sơn; 3,47 ha diện tích tự nhiên và 200 người của xã Thái Hòa.
Sau khi thành lập, thị trấn có 485,04 ha diện tích tự nhiên và 6.930 người.